# ویتالی کووالنکو
ویتالی کووالنکو (روسی: Виталий Александрович Коваленко؛ زادهٔ ۱۷ مارس ۱۹۳۴) بازیکن والیبال اهل اتحاد جماهیر شوروی سوسیالیستی بود.